# Villers-au-Bois
Villers-au-Bois ist eine Gemeinde im französischen Département Pas-de-Calais in der Region Hauts-de-France. Sie gehört dort zum Kanton Bully-les-Mines (bis 2015: Kanton Vimy) im Arrondissement Lens (bis 2015: Arrondissement Arras). Die Einwohner werden Baudets genannt.

## Geographie
Villers-au-Bois liegt etwa 15 Kilometer westsüdwestlich von Arras und grenzt an Gouy-Servins im Norden, Carency im Norden und Osten, Mont-Saint-Éloi im Süden und Südosten, Acq im Süden, Camblain-l’Abbé im Westen sowie Servins im Nordwesten.

## Bevölkerungsentwicklung
| Jahr      | 1962 | 1968 | 1975 | 1982 | 1990 | 1999 | 2008 | 2013 |
| --------- | ---- | ---- | ---- | ---- | ---- | ---- | ---- | ---- |
| Einwohner | 317  | 298  | 311  | 335  | 369  | 379  | 440  | 561  |

## Sehenswürdigkeiten

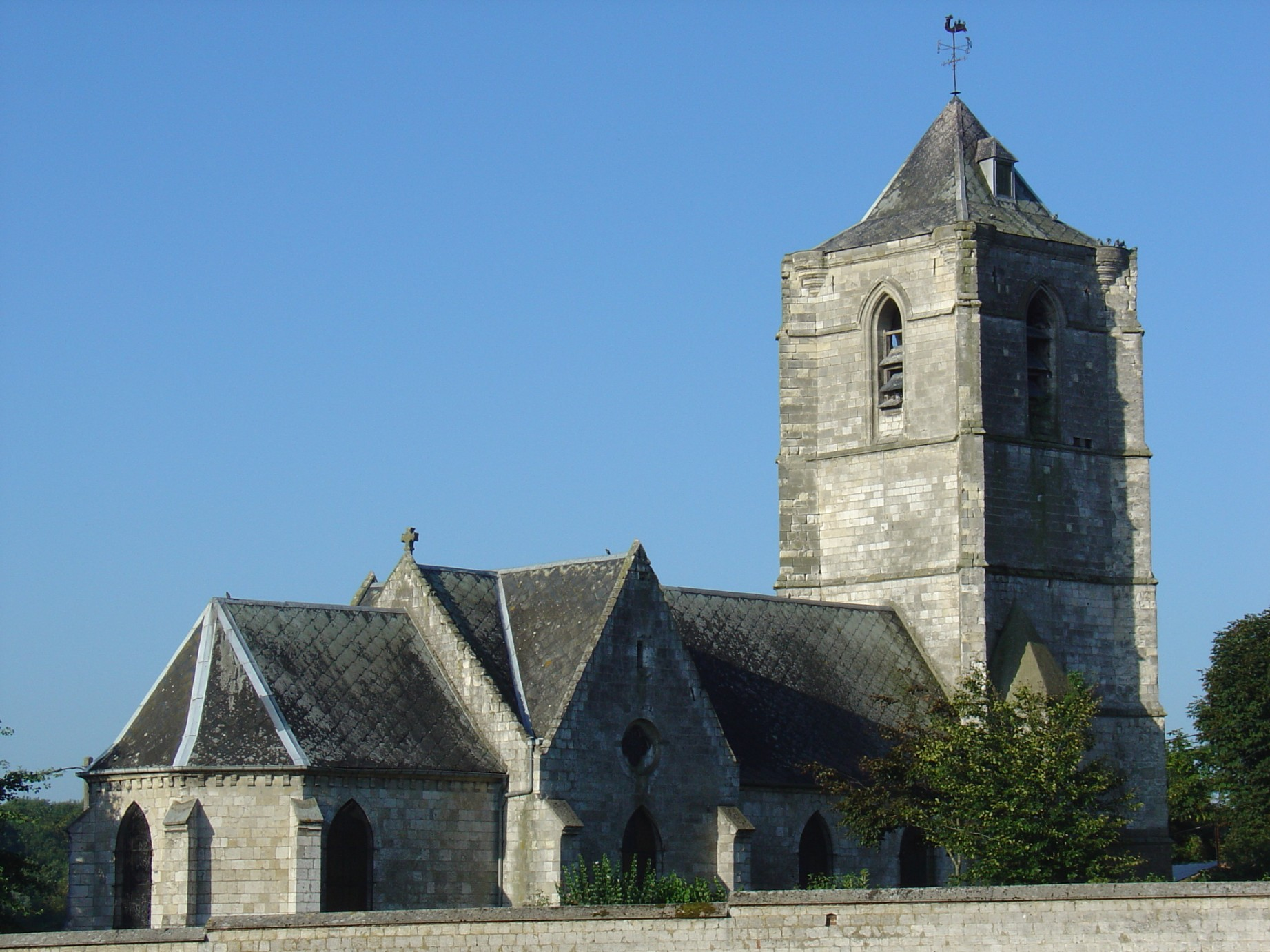
Kirche

- Kirche aus dem 16. Jahrhundert
- Britischer Soldatenfriedhof